# Sérgio Baresi
Sérgio Felipe Soares, mais conhecido como Sérgio Baresi (Óleo, 2 de janeiro de 1972), é um treinador e ex-futebolista brasileiro que atuava como zagueiro. Atualmente está sem clube.

## Carreira

### Como jogador

#### São Paulo
Sérgio Baresi começou sua história no clube em 1986. Jogando como zagueiro e algumas vezes de volante, passou por todas as categorias de base do clube, sempre como capitão. Em 1991 iniciou sua trajetória no time profissional, ficando no clube até 1994. Pelo Tricolor disputou oito partidas, obtendo três vitórias, três empates e duas derrotas.
Sérgio Baresi jogou ao lado de Rogério Ceni nas categorias de Base do São Paulo, juntos, conquistaram Copa São Paulo de Futebol Júnior de 1993, batendo o rival Corinthians na final. Depois a dupla seguiu caminhos diferentes: Sérgio Baresi jogou por vários clubes e Rogério Ceni fez parte do expressinho tricolor que tinha Muricy Ramalho como treinador, e tornou-se ídolo da torcida tricolor.

#### Outros clubes
Após sua passagem pelo São Paulo, Sérgio Baresi acabou seguindo para outros clubes brasileiros como União São João, Cruzeiro, Paysandu, Ponte Preta e para o exterior, atuando no Chile, na Coreia do Sul e na Bélgica, até regressar ao Brasil em 2000, para jogar no Santo André, onde jogou até 2003.

### Como treinador
Em 2002 teve uma grave lesão que antecipou sua aposentadoria, mas só no ano seguinte deixaria de vez de jogar. Por causa da lesão, Sérgio Baresi começou a fez dupla função no Santo André, como zagueiro e auxiliar técnico. Em 2004 tornou-se o treinador das categorias de base do Santo André. Depois de passar pelo São Caetano, em 2008 voltou para o São Paulo, onde fora revelado, mas desta vez com treinador da equipe Sub-20. Com a conquista da Copa São Paulo de Futebol Júnior em 2010, em janeiro, Sérgio Baresi receberia em agosto a oportunidade para ser treinador do time profissional do São Paulo, após a saída de Ricardo Gomes. Contudo, em outubro o time não tinha obtido os resultados esperados e optou por contratar Paulo César Carpeggiani para o cargo, e Sérgio recontinuou os trabalhos no Sub-20 até novembro de 2011, quando assumiu o comando do Paulista de Jundiaí.
No dia 2 de março de 2012, Sérgio Baresi foi demitido por muitas derrotas 
Em março, ele voltou a comandar o São Paulo Sub-20. 
Em 2019 assumiu o comando do time Sub-20 do Guarani.

### Estatísticas
| Ano  | Clube     | Jogos | Vitórias | Empates | Derrotas |
| ---- | --------- | ----- | -------- | ------- | -------- |
| 2009 | Toledo    | 14    | 4        | 6       | 4        |
| 2010 | São Paulo | 14    | 5        | 4       | 5        |
| 2012 | Paulista  | 11    | 4        | 1       | 6        |

## Títulos

### Como jogador
Sâo Paulo
- Copa Conmebol: 1994
- Copa São Paulo de Futebol Júnior: 1993
- Recopa Sul-Americana: 1994

### Como auxiliar técnico
Santo André
- Copa Paulista de Futebol: 2003
- Campeonato Brasileiro de Futebol - Série C: 2003 (Vice Campeão)
- Copa do Brasil de Futebol: 2004

### Como treinador
São Paulo
- Copa São Paulo de Futebol Júnior: 2010
- Campeonato Paulista de Futebol Sub-20: 2011